# Peter J. Feibelman
Peter J. Feibelman (* 12. November 1942 in New York City) ist ein US-amerikanischer Physiker, der sich hauptsächlich mit Oberflächenphysik beschäftigt.

## Leben
Feibelman studierte Physik an der Columbia University (BA  1963) und dann an der University of California, San Diego, wo er 1967 promoviert wurde. Seine Dissertation beschäftigte sich mit der Anregung von Oberflächenwellen in Atomkernen durch Neutronenbeschuss. Nach Aufenthalten als Postdoktorand am Centre d’Études Nucléaires de Saclay in Frankreich (1968/69) und an der University of Illinois in Urbana-Champaign (1969 bis 1971), in denen er sich von der Kernphysik zur Oberflächenphysik umorientierte, ging er 1971 als Assistant Professor an die State University of New York in Stony Brook. Seit 1974 ist er Senior Scientist an den Sandia National Laboratories in Albuquerque.
In seinen frühen Arbeiten in der Festkörperphysik beschäftigte sich Feibelman mit den elektronischen Normalmoden an der Oberfläche von Metallen und Dielektrika und entwickelte eine Theorie für Oberflächenplasmonen. 1978 entdeckten Michael L. Knotek und Feibelman den Mechanismus der elektronen-stimulierten Desorption an ionisch-gebundenen Oberflächen und leiteten Gesetzmäßigkeiten der Strahlenschäden ab. Das dabei verwendete Modell wird als Feibelman-Knotek Modell oder KF-Modell bezeichnet. Seit 1980 arbeitet Feibelman an Themen wie der Energieumwandlung an Oberflächen (surface energetics) der first-principles Berechnung der Relaxation von Oberflächen der Wechselwirkung zwischen adsorbierten Atomen (adatoms), Diffusionsmechanismen, Oberflächenspannung. Seine Arbeit mit Gary L. Kellogg, in der die Autoren Oberflächendiffusion durch atomare Substitution nachwiesen, wurde vom Office of Basic Energy Sciences des US-Energieministeriums 1991 als Outstanding Scientific Accomplishment gewürdigt.

## Auszeichnungen
- 1980 Humboldt-Forschungspreis
- 1981 Fellow der American Physical Society (Division of Condensed Matter Physics)
- 1989 Davisson-Germer-Preis[5]
- 1996 Medard W. Welch Award[6]
- 1996 Fellow der American Vacuum Society (Division of Surface Science)

## Veröffentlichungen (Auswahl)
- A Ph.D. is not Enough! A Guide to Survival in Science. Basic Bookds, 1993, ISBN 978-0-201-62717-6 (englisch, Verbesserte Auflage 2011, ISBN 978-0-465-02222-9).
- M. L. Knotek, Peter J. Feibelman: Ion Desorption by Core-Hole Auger Decay. In: Phys. Rev. Lett. Band 40, 1978, S. 964, doi:10.1103/PhysRevLett.40.964.
- Aims and recent accomplishments of surface theory. In: Journal of Vacuum Science and Technology. Band 17, 1980, S. 176, doi:10.1116/1.570424.
- Surface electromagnetic fields. In: Progress in Surface Science. Band 12, Nr. 4, 1982, S. 287–407, doi:10.1016/0079-6816(82)90001-6.
- G. L. Kellogg, Peter J. Feibelman: Surface self-diffusion on Pt(001) by an atomic exchange mechanism. In: Phys. Rev. Lett. Band 64, 1990, S. 3143, doi:10.1103/PhysRevLett.64.3143.
- Partial Dissociation of Water on Ru(0001). In: Science. Band 295, Nr. 5552, 2002, S. 99–102, doi:10.1126/science.1065483.
- The first wetting layer on a solid. In: Physics Today. Band 63, Nr. 2, 2010, S. 34, doi:10.1063/1.3326987 (englisch).